# マッドハウス
株式会社マッドハウス（英: MADHOUSE Inc.）は、日本のアニメ制作会社。日本動画協会準会員。日本テレビ放送網株式会社の連結子会社。

## 概要
1972年10月、虫プロダクション（旧社）の従業員だった丸山正雄、出崎統、りんたろう、川尻善昭らが、同社の経営危機をきっかけに独立して設立。同社の石神井スタジオのメンバーが中心になった。初代の社長は虫プロの制作管理スタッフだったおおだ（網田）靖夫が務めた。
丸山によれば、社名「マッドハウス」は、かつて千葉県にあった「松戸ハウス」という名前の店に由来するという。なお、MADHOUSEは英語で「精神病院」を意味する言葉でもある。
当初は、営団地下鉄（現・東京メトロ）丸ノ内線南阿佐ケ谷駅付近の芝萬ビル内ボウリング場跡地（旧阿佐ヶ谷ボウル）に本社・スタジオを構えた。りんたろう色彩設計によるスタジオは「まるで幼稚園のようだ」と言われるほどアニメ界では珍しいカラフルなスタジオであったが、2004年に東京都杉並区荻窪に移転。2010年1月、中野区本町に本社・スタジオを再び移転した。

## 沿革

### 1970年代 - 1980年代
東映動画のテレビシリーズに参加するとともに、出崎統と杉野昭夫のコンビによる東京ムービーのテレビシリーズを中心にした。これは東京ムービー社長の藤岡豊がマッドハウス設立にあたって資金援助した関係によるもの。出崎と杉野がスタジオあんなぷるを設立して独立し、丸山正雄が社長に就いた1980年代には主にりんたろうが監督する角川書店製作の劇場向け作品やオリジナルビデオアニメ（OVA）を中心に制作していた。

### 1990年代
テレビアニメは元請スタジオの外注というスタンスで制作した作品が多かったが、1989年の『YAWARA!』を皮切りとして、1990年代からはテレビ作品に本格的に進出し、自社元請制作も行なうようになった。このほか1991年には韓国の制作プロダクション、DR MOVIEと提携。仕上工程の下請けを皮切りに、グロス請けを任せるまでになった。
1998年から放映開始された『カードキャプターさくら』（浅香守生監督作品）は、原作を見事に昇華した脚本、演出、作画、音楽に魅せられたファンを獲得。それまでOVAや映画の仕事を中心とし“ 一般向け ”や“ アニメ通好み ”という評価を得ていたマッドハウスの名を、ライトなアニメファンに周知させる同社の代表的な作品となった。
1999年12月、『D・N・A² 〜何処かで失くしたあいつのアイツ〜』『Bビーダマン爆外伝』等の制作に関わった同業の株式会社パオハウスを買収。有限会社マッド・ハウスは業務をパオハウスに移管し、パオハウスは「株式会社マッド・ハウス」に商号変更した。パオハウスは『YAWARA!』を製作したキティ・フィルムの落合茂一が1993年に独立創業した会社で、1999年4月の落合死去後代表を引き継いだキティグループ出身の増田弘道が引き続き2005年まで株式会社マッドハウスの代表取締役を務めた。有限会社マッド・ハウスはその後二度の商号変更を経て作品の仕上・撮影・3DCG・編集を手掛ける「有限会社マッドボックス」となった。

### 2000年代
世界的に評価の高い川尻、今敏らを監督陣に擁し、『アニマトリックス』など芸術性の高い作品から『ギャラクシーエンジェル』のようなマニアックな娯楽作品まで、幅広い作品を手がけ、会社としては円熟期に入った。また、『千と千尋の神隠し』などのスタジオジブリ作品に作画協力などで参加した。
2001年にはDR MOVIEに資本出資。同年、DR MOVIEと共同制作した『爆転シュート ベイブレード』よりデジタルペイント・コンポジットを導入。以降各作品順次デジタル制作に移行した。1990年代末期から業界全体で導入が進んでいた中、当初デジタル制作には慎重で、2001年まではセル画とフィルム撮影による作品制作を続けてきたが、この時期に至りアニメ業界全体で急速なデジタル制作化が進展し、導入に踏み切った。
2004年2月、携帯電話向けコンテンツ制作供給大手の株式会社インデックスが第三者割当増資を引き受け、同社の子会社となる。同年11月、作品のクレジット等での表記と統一するため、「株式会社マッド・ハウス」を「株式会社マッドハウス」に商号変更。当時インデックス傘下にあったタカラトミー、インターチャネル・ホロン、インデックスミュージック、アトラス（旧社）、当時タカラトミー傘下にあった竜の子プロダクション、タカラトミーと業務提携したガンホー・オンライン・エンターテイメント、その子会社となったブロッコリーなどとのメディアミックスや協業の可能性を模索した。
2005年に深夜枠作品等でかねてより取引関係にあった日本テレビ放送網とバップ、電通の3社、2006年にはWOWOWが第三者割当増資を引き受けた。また、従来あまり重視してこなかったCGの作品への導入に関しても、同じくインデックス傘下となったCG制作会社のダイナモピクチャーズとの協力関係を構築するなど従来の作画とCGとの融合に挑戦しており、他社の制作アニメとは異なる立体感のある作品を志向している。

### 2010年代
2010年、次回作として『夢見る機械』の制作に着手していた今敏が膵癌により同年8月24日に46歳で死去。同年9月10日には日本振興銀行が経営破綻、振興銀と融資や債権購入などで繋がりが深かった親会社のインデックスは大きな経済的損失を被り、その余波がインデックスグループ各社にも波及する。マッドハウス自身も二期連続で赤字に追い込まれるなど、苦しい出来事が続いた。
2011年2月8日、日本テレビ放送網により子会社化が発表され、同月18日に実施された。これにより、マッドハウスが同日付けで実施する第三者割当増資の全額約10億円を日本テレビ放送網が引き受け、インデックスに代わって所有株式割合84.5%の筆頭株主となった。同時に日本テレビ放送網出身の岡田浩行が社長に就任した。有限会社マッドボックスについても2012年3月に株式会社に登記変更し、日本テレビ放送網のグループ企業となった。日本のアニメ制作産業ならびに制作会社の経済力の弱さと低迷が指摘されており、マッドハウスは日本テレビ放送網が持つコンテンツ管理能力のノウハウの導入を受けて、経営を改善し立て直しを目指すこととなった。
上記の経緯を受け、2011年以降しばらくは日本テレビ系列で放送する深夜アニメを多数制作していたが、2015年9月『俺物語!!』の終了以降、再び他系列局で放送する作品が多数を占めるようになった。
近年では、漫画や小説のアニメ化とオリジナル作品を平行して制作し、他社との共同制作も行っている。
アニメーター育成のため研修制度「マッドハウス 動画訓練所」により人材確保を行っている。

## 不祥事
過酷な労働環境と残業代未払いによる労働基準監督署からの是正勧告
2019年4月17日に労使協定で定めた上限を超える長時間労働させていたことに加え、残業代も未払いだったとして新宿労働基準監督署から是正勧告を受けた。労基署に申告した社員によると1か月の労働時間が393時間になることもあり、過酷な労働環境から帰宅途中に倒れて緊急搬送されることもあった。また、制作現場ではパワハラも発生していた。社員はその後の団体交渉でこうした労働現場の改善を要求したが、すべて会社から拒否された。

## 作品

### テレビアニメ

#### 1970年代 - 1990年代
| 開始年 | 放送期間         | タイトル                                    | 監督                                         | アニメーション プロデューサー | 備考                          |
| ------ | ---------------- | ------------------------------------------- | -------------------------------------------- | ----------------------------- | ----------------------------- |
| 1979年 | 4月 - 1980年4月  | アニメーション紀行 マルコ・ポーロの冒険     | 藤田克彦 松村浩志 村上憲一 中村哲志 酒井和行 | N/A                           |                               |
| 1989年 | 7月 - 1990年1月  | EASY COOKING ANIMATION セイシュンの食卓     | 平田敏夫                                     | N/A                           | 制作協力:キティ・フィルム     |
| 1989年 | 10月 - 1992年9月 | YAWARA!                                     | ときたひろこ                                 | 丸山正雄                      | 製作:キティ・フィルム         |
| 1994年 | 10月 - 12月      | D・N・A² 〜何処かで失くしたあいつのアイツ〜 | 坂田純一                                     | 長谷川洋 丸山正雄             | 共同制作:スタジオディーン     |
| 1995年 | 4月 - 1998年3月  | あずきちゃん                                | 小島正幸                                     | 吉本聡                        |                               |
| 1998年 | 2月 - 1999年1月  | Bビーダマン爆外伝                           | 中西伸彰                                     | 吉本聡                        |                               |
| 1998年 | 4月 - 9月        | TRIGUN                                      | 西村聡                                       | 諸澤昌男                      |                               |
| 1998年 | 4月 - 12月       | カードキャプターさくら                      | 浅香守生                                     | 小野達矢                      |                               |
| 1998年 | 10月 - 1999年3月 | MASTERキートン                              | 小島正幸                                     | 吉本聡                        |                               |
| 1998年 | 10月 - 1999年9月 | スーパードール★リカちゃん                   | 杉井ギサブロー                               | 丸山正雄                      | 制作協力:スタジオジュニオ→SSJ |
| 1999年 | 2月 - 2000年1月  | Bビーダマン爆外伝V                          | 川瀬敏文                                     | 白井勝也                      | 制作協力:スタジオジュニオ     |
| 1999年 | 3月              | Petshop of Horrors                          | 平田敏夫                                     | 諸澤昌男                      |                               |
| 1999年 | 4月 - 6月        | 十兵衛ちゃん -ラブリー眼帯の秘密-           | 大地丙太郎（総） 桜井弘明                    | 小池経利 諸澤昌男             |                               |
| 1999年 | 4月 - 6月        | カードキャプターさくら（第2期）             | 浅香守生                                     | 小野達矢                      |                               |
| 1999年 | 7月 - 10月       | 魔法使いTai!                                | 佐藤順一                                     | 浅利義美 安部正次郎           |                               |
| 1999年 | 9月 - 2000年3月  | カードキャプターさくら さくらカード編       | 浅香守生                                     | 小野達矢                      |                               |
| 1999年 | 11月 - 12月      | Di Gi Charat デ・ジ・キャラット             | 桜井弘明                                     | 諸澤昌男                      |                               |

#### 2000年代
| 開始年 | 放送期間          | タイトル                                   | 監督                                             | アニメーション プロデューサー | 備考                                                     |
| ------ | ----------------- | ------------------------------------------ | ------------------------------------------------ | ----------------------------- | -------------------------------------------------------- |
| 2000年 | 1月 - 3月         | ブギーポップは笑わない Boogiepop Phantom   | 渡部高志                                         | 浅利義美 安部正次郎           | 制作協力:トライアングルスタッフ                          |
| 2000年 | 1月 - 4月         | 風まかせ月影蘭                             | 大地丙太郎                                       | 諸澤昌男                      |                                                          |
| 2000年 | 4月 - 9月         | 陽だまりの樹                               | 杉井ギサブロー                                   | 小野亮                        |                                                          |
| 2000年 | 4月 - 9月         | サクラ大戦TV                               | 中村隆太郎                                       | 浅利義美 安部正次郎           | 制作協力:トライアングルスタッフ                          |
| 2000年 | 10月 - 2002年3月  | はじめの一歩                               | 西村聡                                           | 吉本聡 諸澤昌男               |                                                          |
| 2001年 | 1月 - 12月        | 爆転シュート ベイブレード                  | 川瀬敏文                                         | 白井勝也 張元鳳               | 制作協力:スタジオマトリックス、Seoul Animation、DR MOVIE |
| 2001年 | 4月 - 9月         | ギャラクシーエンジェル                     | 浅香守生 大橋誉志光                              | 小野達矢                      |                                                          |
| 2001年 | 5月 - 12月        | 学園戦記ムリョウ                           | 佐藤竜雄                                         | 諸澤昌男                      |                                                          |
| 2001年 | 5月 - 8月         | チャンス〜トライアングルセッション〜       | 工藤進                                           | 白井勝也 石坂透               | 制作協力:スタジオマトリックス                            |
| 2001年 | 7月 - 9月         | 魔法少女猫たると                           | 須永司                                           | 白井勝也                      | 共同制作:TNK、制作協力:スタジオマトリックス              |
| 2001年 | 10月 - 2002年3月  | X -エックス-                               | 川尻善昭                                         | 丸山正雄                      |                                                          |
| 2002年 | 1月 - 9月         | ぱにょぱにょデ・ジ・キャラット             | 高柳滋仁                                         | 諸澤昌男                      |                                                          |
| 2002年 | 1月 - 4月         | 炎の蜃気楼                                 | 工藤進                                           | 白井勝也                      | 制作協力:スタジオマトリックス                            |
| 2002年 | 1月 - 3月         | アクエリアンエイジ Sign for Evolution      | 大橋誉志光                                       | 諸澤昌男 小林弘靖             |                                                          |
| 2002年 | 2月 - 3月         | ギャラクシーエンジェル（第2期）            | 浅香守生 大橋誉志光                              | 小野達矢                      |                                                          |
| 2002年 | 4月 - 6月         | りぜるまいん                               | 松村やすひろ                                     | 丸山正雄 酒井明雄             | 第1期、共同制作:IMAGIN、制作協力:スタジオ・ライブ        |
| 2002年 | 10月 - 12月       | りぜるまいん                               | 松村やすひろ                                     | 丸山正雄 酒井明雄             | 第2期、共同制作:IMAGIN、制作協力:スタジオ・ライブ        |
| 2002年 | 4月 - 9月         | ちょびっツ                                 | 浅香守生                                         | 小野達矢                      |                                                          |
| 2002年 | 4月 - 6月         | アベノ橋魔法☆商店街                        | 山賀博之                                         | 丸山正雄 佐藤裕紀             | 共同制作:GAINAX                                          |
| 2002年 | 4月 - 9月         | ぴたテン                                   | 川瀬敏文 佐藤雄三                                | 白井勝也                      | 制作協力:スタジオマトリックス                            |
| 2002年 | 7月 - 2003年3月   | ドラゴンドライブ                           | 川瀬敏文                                         | 白井勝也                      | 制作協力:スタジオマトリックス                            |
| 2002年 | 10月 - 2003年3月  | 花田少年史                                 | 小島正幸                                         | 吉本聡                        |                                                          |
| 2002年 | 10月 - 2003年3月  | ギャラクシーエンジェル（第3期）            | 高柳滋仁                                         | 小野達矢                      |                                                          |
| 2003年 | 4月 - 2004年月    | デ・ジ・キャラットにょ                     | 桜井弘明                                         | 諸澤昌男                      |                                                          |
| 2003年 | 4月 - 7月         | 獣兵衛忍風帖 龍宝玉篇                      | 佐藤竜雄                                         | N/A                           |                                                          |
| 2003年 | 4月 - 9月         | TEXHNOLYZE テクノライズ                    | 浜崎博嗣                                         | 村田好通                      |                                                          |
| 2003年 | 10月 - 12月       | SPACE PIRATE CAPTAIN HERLOCK               | りんたろう                                       | 豊田智紀                      |                                                          |
| 2003年 | 10月 - 2004年3月  | Gungrave                                   | 都留稔幸                                         | 諸澤昌男                      |                                                          |
| 2003年 | 10月 - 2004年2月  | GUNSLINGER GIRL                            | 浅香守生                                         | 吉本聡                        |                                                          |
| 2003年 | 10月 - 2004年10月 | 無人惑星サヴァイヴ                         | 矢野雄一郎                                       | 丸山正雄 竹内孝次             | 共同制作:テレコム・アニメーションフィルム                |
| 2004年 | 1月 - 3月         | ごくせん                                   | 佐藤雄三                                         | 村田好通                      |                                                          |
| 2004年 | 1月 - 3月         | 十兵衛ちゃん2 -シベリア柳生の逆襲-         | 大地丙太郎                                       | 諸澤昌男                      |                                                          |
| 2004年 | 2月 - 5月         | 妄想代理人                                 | 今敏（総）                                       | 豊田智紀                      |                                                          |
| 2004年 | 4月 - 9月         | 天上天下                                   | 川瀬敏文                                         | 丸山正雄                      |                                                          |
| 2004年 | 4月 - 2005年9月   | MONSTER                                    | 小島正幸                                         | 吉本聡                        |                                                          |
| 2004年 | 7月 - 9月         | ギャラクシーエンジェル（第4期）            | 高柳滋仁                                         | 諸澤昌男 小野達矢             |                                                          |
| 2004年 | 8月 - 12月        | スウィート・ヴァレリアン                   | 桜井弘明                                         | 諸澤昌男                      |                                                          |
| 2004年 | 10月 - 2005年3月  | BECK MONGOLIAN CHOP SQUAD                  | 小林治                                           | 笠井信児 諸澤昌男             |                                                          |
| 2005年 | 4月 - 6月         | いちご100%                                 | 関田修                                           | 白井勝也                      | 制作協力:スタジオマトリックス、DR TOKYO                  |
| 2005年 | 7月 - 9月         | おくさまは女子高生                         | 宍戸淳                                           | 酒井明雄 松橋厚至             | 制作協力:イマジン                                        |
| 2005年 | 10月 - 12月       | パラダイスキス                             | 小林治                                           | 諸澤昌男 藤尾勉               |                                                          |
| 2005年 | 10月 - 2006年3月  | 闘牌伝説アカギ 〜闇に舞い降りた天才〜      | 佐藤雄三                                         | 篠原昭 白井勝也               | 制作協力:DR MOVIE                                        |
| 2006年 | 4月 - 2007年3月   | 牙 -KIBA-                                  | 神志那弘志                                       | 篠原昭                        | 制作協力:スタジオ・ライブ                                |
| 2006年 | 4月 - 9月         | Strawberry Panic                           | 迫井政行                                         | 和泉將一                      | 制作協力:イマジン                                        |
| 2006年 | 4月 - 2007年3月   | NANA                                       | 浅香守生                                         | 吉本聡 中本健二               |                                                          |
| 2006年 | 4月 - 2007年2月   | 彩雲国物語                                 | 宍戸淳                                           | 丸山正雄 吉本聡               | 制作協力:イマジン                                        |
| 2006年 | 4月 - 6月         | 夢使い                                     | やまざきかずお                                   | 白井勝也                      |                                                          |
| 2006年 | 4月 - 6月         | BLACK LAGOON                               | 片渕須直                                         | 松尾亮一郎                    |                                                          |
| 2006年 | 7月 - 2007年3月   | おとぎ銃士 赤ずきん                        | 石山タカ明                                       | 和泉将一 →岩瀬安輝 川人憲治郎 | 制作協力:グループ・タック                                |
| 2006年 | 8月 - 11月        | ケモノヅメ                                 | 湯浅政明                                         | 藤尾勉                        |                                                          |
| 2006年 | 10月 - 12月       | BLACK LAGOON The Second Barrage            | 片渕須直                                         | 松尾亮一郎                    |                                                          |
| 2006年 | 10月 - 2007年6月  | DEATH NOTE                                 | 荒木哲郎                                         | 橋本健太郎                    |                                                          |
| 2006年 | 11月 - 2007年2月  | TOKYO TRIBE2                               | 佐藤竜雄                                         | 諸澤昌男                      |                                                          |
| 2007年 | 4月 - 9月         | CLAYMORE                                   | 田中洋之                                         | 高橋亮平                      | 制作協力:DR MOVIE                                        |
| 2007年 | 4月 - 9月         | 大江戸ロケット                             | 水島精二                                         | 諸澤昌男 小林弘靖             |                                                          |
| 2007年 | 4月 - 9月         | 怪物王女                                   | 迫井政行                                         | 酒井俊治                      | 制作協力:イマジン                                        |
| 2007年 | 4月 - 2008年3月   | 彩雲国物語（第2期）                        | 宍戸淳                                           | 丸山正雄 吉本聡               |                                                          |
| 2007年 | 5月 - 12月        | 電脳コイル COIL A CIRCLE OF CHILDREN       | 磯光雄                                           | 丸山正雄 吉本聡               |                                                          |
| 2007年 | 6月 - 9月         | Devil May Cry                              | 板垣伸                                           | 淡野真                        |                                                          |
| 2007年 | 7月 - 10月        | シグルイ                                   | 浜崎博嗣                                         | 篠原昭                        |                                                          |
| 2007年 | 10月 - 2008年4月  | 逆境無頼カイジ                             | 佐藤雄三                                         | 高橋亮平                      | 制作協力:DR MOVIE                                        |
| 2007年 | 10月 - 2008年3月  | 魔人探偵脳噛ネウロ                         | 神志那弘志                                       | 三田圭志                      | 制作協力:スタジオ・ライブ                                |
| 2007年 | 10月 - 2008年3月  | もっけ                                     | 西田正義                                         | 宇田川純男 橋本信太郎         | 共同制作:手塚プロダクション                              |
| 2007年 | 10月 - 2008年3月  | メイプルストーリー                         | 石山タカ明                                       | 中本健二                      |                                                          |
| 2008年 | 3月 - 9月         | チーズスイートホーム                       | 増原光幸                                         | 篠原昭 土田大亮               |                                                          |
| 2008年 | 4月 - 10月        | アリソンとリリア                           | 西田正義                                         | 宇田川純男 武藤貴彦           | 制作協力:手塚プロダクション                              |
| 2008年 | 4月 - 6月         | 仮面のメイドガイ                           | 迫井政行                                         | 酒井俊治                      | 制作協力:イマジン                                        |
| 2008年 | 4月 - 9月         | 秘密 〜The Revelation〜                    | 青山弘                                           | 吉本聡                        | 制作協力:ムークアニメーション                            |
| 2008年 | 4月 - 7月         | カイバ                                     | 湯浅政明                                         | 藤尾勉                        |                                                          |
| 2008年 | 7月 - 9月         | ウルトラヴァイオレット:コード044           | 出崎統                                           | 原史倫 大石光明               | 制作協力:手塚プロダクション                              |
| 2008年 | 10月 - 2009年3月  | キャシャーン Sins                          | 山内重保                                         | 藤尾勉                        | 制作協力:竜の子プロダクション                            |
| 2008年 | 10月 - 12月       | 黒塚 -KUROZUKA-                            | 荒木哲郎                                         | 橋本健太郎                    |                                                          |
| 2008年 | 10月 - 2009年3月  | ONE OUTS -ワンナウツ-                      | 佐藤雄三                                         | 三田圭志                      |                                                          |
| 2008年 | 10月 - 12月       | 魍魎の匣                                   | 中村亮介                                         | 高橋亮平                      |                                                          |
| 2008年 | 10月 - 2009年3月  | スティッチ!                                | 波多正美                                         | 岩瀬安輝                      | 制作協力:MOI ANIMATION、DR MOVIE                         |
| 2008年 | 10月 - 12月       | カオス;ヘッド -CHAOS;HEAD-                 | 石山タカ明                                       | 森脇誠 北田修一 野嵜綾        | 制作協力:イマジン                                        |
| 2009年 | 1月 - 6月         | はじめの一歩 New Challenger                | 宍戸淳                                           | 吉本聡 服部優太               |                                                          |
| 2009年 | 1月 - 3月         | RIDEBACK -ライドバック-                    | 高橋敦史                                         | 豊田智紀                      |                                                          |
| 2009年 | 3月 - 9月         | チーズスイートホーム あたらしいおうち      | 増原光幸                                         | 篠原昭 土田大亮               |                                                          |
| 2009年 | 4月 - 9月         | 蒼天航路                                   | 芦田豊雄（総） 冨永恒雄                          | 諸澤昌男 隈部昌二 小林弘靖    | 制作協力:スタジオ九魔                                    |
| 2009年 | 7月 - 12月        | NEEDLESS                                   | 迫井政行                                         | 田口亜有理 野嵜綾             | 制作協力:イマジン                                        |
| 2009年 | 10月 - 2010年3月  | こばと。                                   | 増原光幸                                         | 高橋亮平                      |                                                          |
| 2009年 | 10月 - 12月       | 青い文学シリーズ                           | 浅香守生 荒木哲郎 宮繁之 中村亮介 いしづかあつこ | 中本健二                      |                                                          |
| 2009年 | 10月 - 2010年6月  | スティッチ! 〜いたずらエイリアンの大冒険〜 | 波多正美                                         | 岩瀬安輝                      |                                                          |

#### 2010年代
| 開始年 | 放送期間         | タイトル                                           | 監督           | アニメーション プロデューサー         | 備考                                |
| ------ | ---------------- | -------------------------------------------------- | -------------- | ------------------------------------- | ----------------------------------- |
| 2010年 | 4月 - 7月        | 四畳半神話大系                                     | 湯浅政明       | 藤尾勉                                |                                     |
| 2010年 | 4月 - 9月        | RAINBOW-二舎六房の七人-                            | 神志那弘志     | 三田圭志                              | 制作協力:スタジオ・ライブ           |
| 2010年 | 7月 - 9月        | 学園黙示録 HIGHSCHOOL OF THE DEAD                  | 荒木哲郎       | 橋本健太郎                            |                                     |
| 2010年 | 10月 - 12月      | アイアンマン                                       | 佐藤雄三       | 服部優太                              | 制作協力:DR MOVIE                   |
| 2011年 | 1月 - 3月        | ウルヴァリン                                       | 青山弘         | 野嵜綾 角木卓哉                       |                                     |
| 2011年 | 4月 - 6月        | X-MEN                                              | 木﨑文智       | 福士裕一郎                            |                                     |
| 2011年 | 4月 - 9月        | 逆境無頼カイジ 破戒録篇                            | 佐藤雄三       | 三田圭志                              |                                     |
| 2011年 | 7月 - 9月        | ブレイド                                           | 増原光幸       | 櫻井健一                              |                                     |
| 2011年 | 10月 - 2012年3月 | ちはやふる                                         | 浅香守生       | 角木卓哉                              |                                     |
| 2011年 | 10月 - 2014年9月 | HUNTER×HUNTER（第2作）                             | 神志那弘志     | 三田圭志                              | 制作協力:スタジオ・ライブ           |
| 2012年 | 7月 - 9月        | 織田信奈の野望                                     | 熊澤祐嗣       | 橋本健太郎                            | 共同制作:Studio五組                 |
| 2012年 | 10月 - 12月      | BTOOOM!                                            | 渡邉こと乃     | 中本健二                              |                                     |
| 2012年 | 10月 - 2016年9月 | もののくま                                         | N/A            | N/A                                   |                                     |
| 2013年 | 1月 - 6月        | ちはやふる2                                        | 浅香守生       | 角木卓哉                              |                                     |
| 2013年 | 4月 - 6月        | フォトカノ                                         | 横山彰利       | 角木卓哉                              |                                     |
| 2013年 | 7月 - 9月        | 神さまのいない日曜日                               | 熊澤祐嗣       | 橋本健太郎                            |                                     |
| 2013年 | 10月 - 2014年3月 | はじめの一歩 Rising                                | 宍戸淳 西村聡  | 岩瀬安輝 橋本信太郎 渡部正和 上田純久 | 共同制作:MAPPA                      |
| 2013年 | 10月 - 2015年3月 | ダイヤのA                                          | 増原光幸       | 櫻井健一                              | 共同制作:Production I.G             |
| 2014年 | 1月 - 3月        | 魔法戦争                                           | 佐藤雄三       | 角木卓哉                              |                                     |
| 2014年 | 4月 - 9月        | 魔法科高校の劣等生                                 | 小野学         | 橋本健太郎                            |                                     |
| 2014年 | 4月 - 6月        | ノーゲーム・ノーライフ                             | いしづかあつこ | 中本健二                              |                                     |
| 2014年 | 7月 - 9月        | ハナヤマタ                                         | いしづかあつこ | 中本健二                              |                                     |
| 2014年 | 10月 - 2015年3月 | 寄生獣 セイの格率                                  | 清水健一       | 林雅紀                                |                                     |
| 2015年 | 1月 - 3月        | デス・パレード                                     | 立川譲         | 角木卓哉                              |                                     |
| 2015年 | 4月 - 2016年3月  | ダイヤのA -SECOND SEASON-                          | 増原光幸       | 櫻井健一                              | 共同制作:Production I.G             |
| 2015年 | 4月 - 9月        | 俺物語!!                                           | 浅香守生       | 服部優太                              |                                     |
| 2015年 | 7月 - 9月        | オーバーロード                                     | 伊藤尚往       | 橋本健太郎                            |                                     |
| 2015年 | 10月 - 12月      | ワンパンマン                                       | 夏目真悟       | 福士裕一郎                            |                                     |
| 2016年 | 1月 - 3月        | プリンス・オブ・ストライド オルタナティブ          | いしづかあつこ | 中本健二                              |                                     |
| 2016年 | 7月 - 9月        | ねじ巻き精霊戦記 天鏡のアルデラミン                | 市村徹夫       | 橋本健太郎                            |                                     |
| 2016年 | 10月 - 2017年3月 | ALL OUT!!                                          | 清水健一       | 林雅紀                                | 共同制作:トムス・エンタテインメント |
| 2017年 | 1月 - 3月        | ACCA13区監察課                                     | 夏目真悟       | 福士裕一郎                            |                                     |
| 2017年 | 7月 - 2018年1月  | マーベル フューチャー・アベンジャーズ              | 佐藤雄三       | 篠原昭                                |                                     |
| 2018年 | 1月 - 6月        | カードキャプターさくら クリアカード編              | 浅香守生       | 橋本健太郎                            |                                     |
| 2018年 | 1月 - 4月        | オーバーロードII                                   | 伊藤尚往       | 服部優太                              |                                     |
| 2018年 | 1月 - 3月        | 宇宙よりも遠い場所                                 | いしづかあつこ | 中本健二                              |                                     |
| 2018年 | 4月 - 9月        | 若おかみは小学生!                                  | 増原光幸 谷東  | 豊田智紀                              |                                     |
| 2018年 | 7月 - 10月       | オーバーロードIII                                  | 伊藤尚往       | 服部優太                              |                                     |
| 2018年 | 7月 - 10月       | マーベル フューチャー・アベンジャーズ（シーズン2） | 佐藤雄三       | 篠原昭                                |                                     |
| 2018年 | 7月 - 12月       | 中間管理録トネガワ                                 | 川口敬一郎     | 岡恒成                                |                                     |
| 2019年 | 1月 - 3月        | ブギーポップは笑わない                             | 夏目真悟       | 福士裕一郎                            |                                     |
| 2019年 | 4月 - 2020年3月  | ダイヤのA actII                                    | 増原光幸       | 櫻井健一                              |                                     |
| 2019年 | 4月 - 6月        | 消滅都市                                           | 宮繁之         | 林雅紀                                |                                     |
| 2019年 | 10月 - 2020年3月 | ちはやふる3                                        | 浅香守生       | 服部優太                              |                                     |
| 2019年 | 10月 - 12月      | ノー・ガンズ・ライフ                               | 伊藤尚往       | 橋本健太郎                            |                                     |

#### 2020年代
| 開始年 | 放送期間         | タイトル                      | 監督       | アニメーション プロデューサー | 備考                              |
| ------ | ---------------- | ----------------------------- | ---------- | ----------------------------- | --------------------------------- |
| 2020年 | 7月 - 9月        | ノー・ガンズ・ライフ（第2期） | 伊藤尚往   | 橋本健太郎                    |                                   |
| 2021年 | 7月 - 10月       | Sonny Boy                     | 夏目真悟   | 福士裕一郎                    |                                   |
| 2021年 | 10月 - 12月      | 吸血鬼すぐ死ぬ                | 神志那弘志 | 岡恒成                        |                                   |
| 2021年 | 10月 - 12月      | takt op.Destiny               | 伊藤祐毅   | 川越恒 福士裕一郎             | 共同制作:MAPPA                    |
| 2022年 | 1月 - 3月        | ハコヅメ〜交番女子の逆襲〜    | 佐藤雄三   | 芦川真理子 豊田智紀           | アニメーション制作協力:DR MOVIE   |
| 2022年 | 7月 - 9月        | オーバーロードIV              | 伊藤尚往   | 橋本健太郎                    |                                   |
| 2022年 | 10月 - 12月      | 虫かぶり姫                    | 岩崎太郎   | 櫻井健一                      |                                   |
| 2023年 | 1月 - 3月        | 吸血鬼すぐ死ぬ2               | 神志那弘志 | 岡恒成                        |                                   |
| 2023年 | 4月 - 6月        | 山田くんとLv999の恋をする     | 浅香守生   | 橋本健太郎                    |                                   |
| 2023年 | 7月 - 9月        | AIの遺電子                    | 佐藤雄三   | 芦川真理子 豊田智紀           |                                   |
| 2023年 | 9月 - 2024年3月  | 葬送のフリーレン              | 斎藤圭一郎 | 福士裕一郎 中目貴史           |                                   |
| 2024年 | 10月 - 2025年3月 | トリリオンゲーム              | 佐藤雄三   | 芦川真理子                    |                                   |
| 2024年 | 10月 - 2025年3月 | チ。-地球の運動について-      | 清水健一   | 岡恒成                        |                                   |
| 2025年 | 4月 - 6月        | 謎解きはディナーのあとで      | 増原光幸   | 服部優太                      |                                   |
| 2025年 | 10月 -           | ワンダンス                    | 加藤道哉   | 未公表                        | 共同制作:サイクロングラフィックス |
| 2026年 | 1月 -            | 葬送のフリーレン（第2期）     | 北川朋哉   | 未公表                        |                                   |
| 2026年 | 未公表           | 淡島百景                      | 浅香守生   | 未公表                        |                                   |

#### テレビスペシャル
| 放送年 | 放送日   | タイトル                                                            | 備考                                                     |
| ------ | -------- | ------------------------------------------------------------------- | -------------------------------------------------------- |
| 1980年 | 6月13日  | 日生ファミリースペシャル 坊っちゃん                                 | 製作:東京ムービー新社                                    |
| 1988年 | 8月7日   | NHK特集 夏服の少女たち〜ヒロシマ・昭和20年8月6日〜                  | 実写を混じえたドキュメンタリー番組。アニメパートを担当。 |
| 1989年 | 8月27日  | 手塚治虫物語 ぼくは孫悟空                                           | 製作:手塚プロダクション                                  |
| 1993年 | 8月6日   | NHKスペシャル ヒロシマに一番電車が走った〜300通の被爆体験手記から〜 | 実写を混じえたドキュメンタリー番組。アニメパートを担当。 |
| 1996年 | 7月19日  | YAWARA! Special ずっと君のことが…。                                 |                                                          |
| 2003年 | 4月18日  | はじめの一歩 Champion Road                                          |                                                          |
| 2003年 | 12月22日 | ギャラクシーエンジェルSP                                            |                                                          |
| 2006年 | 9月17日  | 太陽の黙示録 前編「海峡」                                           | 制作協力:タマ・プロダクション                            |
| 2006年 | 9月18日  | 太陽の黙示録 後編「国境」                                           | 制作協力:タマ・プロダクション                            |
| 2007年 | 8月31日  | DEATH NOTE ディレクターズカット完全決着版 〜リライト・幻視する神〜  |                                                          |
| 2008年 | 8月22日  | DEATH NOTE リライト2 Lを継ぐ者                                      |                                                          |

### 劇場アニメ
| 公開年 | 公開日   | タイトル                                                         | 監督                    | 備考                                          |
| ------ | -------- | ---------------------------------------------------------------- | ----------------------- | --------------------------------------------- |
| 1979年 | 9月8日   | エースをねらえ!（劇場版）                                        | 出崎統                  | 製作:東京ムービー新社                         |
| 1981年 | 3月14日  | ユニコ                                                           | 平田敏夫                | 製作:サンリオ                                 |
| 1981年 | 3月20日  | 夏への扉                                                         | 真崎守                  | 製作:東映動画                                 |
| 1982年 | 4月24日  | 浮浪雲                                                           | 真崎守                  | 製作:東映動画                                 |
| 1983年 | 3月12日  | 幻魔大戦                                                         | りん・たろう            | 製作:角川春樹事務所                           |
| 1983年 | 7月16日  | ユニコ 魔法の島へ                                                | 村野守美                | 製作:サンリオ                                 |
| 1983年 | 7月21日  | はだしのゲン                                                     | 真崎守                  | 製作:ゲンプロ                                 |
| 1984年 | 7月7日   | SF新世紀レンズマン                                               | 広川和之 川尻善昭       | 製作:講談社 協力:タツノコプロ                 |
| 1985年 | 3月9日   | ボビーに首ったけ                                                 | 平田敏夫                |                                               |
| 1985年 | 3月9日   | カムイの剣                                                       | りんたろう              |                                               |
| 1986年 | 6月14日  | はだしのゲン2                                                    | 真崎守                  | 製作:ゲンプロ                                 |
| 1986年 | 7月20日  | スーパーマリオブラザーズ ピーチ姫救出大作戦!                     | 波多正美                | 製作:グルーパープロダクション                 |
| 1986年 | 12月20日 | 火の鳥 鳳凰編                                                    | りんたろう              | 製作:角川春樹事務所/東北新社                  |
| 1986年 | 12月20日 | 時空の旅人 -Time Stranger-                                       | 真崎守                  | 製作:角川春樹事務所/角川書店                  |
| 1987年 | 3月14日  | グリム童話 金の鳥                                                | 平田敏夫                | 製作:東映                                     |
| 1987年 | 4月25日  | 妖獣都市                                                         | 川尻善昭                | 製作:ジャパンホームビデオ                     |
| 1987年 | 4月      | ほえろブンブン                                                   | 平田敏夫                |                                               |
| 1987年 | 11月21日 | ゴキブリたちの黄昏                                               | 吉田博昭                | 製作:キティ・フィルム/TYO                     |
| 1988年 | 2月6日   | 銀河英雄伝説 -わが征くは星の大海-                                | 石黒昇                  | 製作:徳間書店/徳間ジャパン/キティ・フィルム   |
| 1990年 | 12月1日  | 魔物ハンター妖子                                                 | 山田勝久                |                                               |
| 1990年 | 12月22日 | 風の名はアムネジア                                               | やまざきかずお          |                                               |
| 1991年 | 8月18日  | うる星やつら いつだってマイ・ダーリン                            | 山田勝久                | 製作:キティ・フィルム                         |
| 1992年 | 8月1日   | YAWARA! それゆけ腰ぬけキッズ!!                                   | ときたひろこ            | 製作:読売テレビ/キティ・フィルム/日本ビクター |
| 1993年 | 6月5日   | 獣兵衛忍風帖                                                     | 川尻善昭                | 製作:日本ビクター/東宝/ムービック             |
| 1993年 | 7月10日  | お星さまのレール                                                 | 平田敏夫                | 製作:協同組合全国映画センター/テレビ東京      |
| 1994年 | 1月22日  | かっ飛ばせ! ドリーマーズ -カープ誕生物語-                        | 兼森義則                |                                               |
| 1995年 | 8月19日  | アンネの日記                                                     | 永丘昭典                | 製作:「アンネの日記」製作委員会               |
| 1995年 | 12月23日 | あずきちゃん                                                     | 小島正幸                |                                               |
| 1995年 | 12月23日 | MEMORIES EPISODE 2 STINK BOMB 最臭兵器（オムニバス中の1話）      | 岡村天斎                |                                               |
| 1996年 | 8月3日   | X -エックス-                                                     | りんたろう              |                                               |
| 1998年 | 2月28日  | PERFECT BLUE                                                     | 今敏                    |                                               |
| 1999年 | 7月31日  | スーパードール★リカちゃん リカちゃん絶体絶命! ドールナイツの奇跡 | 杉井ギサブロー          |                                               |
| 1999年 | 8月21日  | 劇場版カードキャプターさくら                                     | 浅香守生                |                                               |
| 1999年 | 8月21日  | CLOVER                                                           | 高坂希太郎              |                                               |
| 2000年 | 7月15日  | 劇場版カードキャプターさくら 封印されたカード                    | 浅香守生                |                                               |
| 2000年 | 7月15日  | 劇場版ケロちゃんにおまかせ!                                      | 小島正幸                |                                               |
| 2000年 | 10月7日  | アレクサンダー戦記                                               | 兼森義則 りんたろう     |                                               |
| 2000年 | 12月16日 | PARTY7                                                           | 石井克人                | 製作:東北新社                                 |
| 2001年 | 4月21日  | VAMPIRE HUNTER D                                                 | 川尻善昭                |                                               |
| 2001年 | 5月26日  | メトロポリス                                                     | りんたろう              |                                               |
| 2001年 | 12月22日 | Di Gi Charat 星の旅                                              | 桜井弘明                |                                               |
| 2002年 | 3月30日  | WXIII 機動警察パトレイバー                                       | 高山文彦（総） 遠藤卓司 | 製作:バンダイビジュアル/東北新社              |
| 2002年 | 9月14日  | 千年女優                                                         | 今敏                    |                                               |
| 2003年 | 7月26日  | 茄子 アンダルシアの夏                                            | 高坂希太郎              |                                               |
| 2003年 | 11月8日  | 東京ゴッドファーザーズ                                           | 今敏                    |                                               |
| 2006年 | 7月15日  | 時をかける少女                                                   | 細田守                  |                                               |
| 2006年 | 11月25日 | パプリカ                                                         | 今敏                    |                                               |
| 2007年 | 7月21日  | ピアノの森                                                       | 小島正幸                |                                               |
| 2007年 | 12月22日 | シナモン the Movie                                               | 杉井ギサブロー          |                                               |
| 2007年 | 12月22日 | ねずみ物語 〜ジョージとジェラルドの冒険〜                        | 波多正美                |                                               |
| 2008年 | 7月5日   | HIGHLANDER ハイランダー 〜ディレクターズカット版〜               | 川尻善昭                |                                               |
| 2008年 | 10月18日 | HELLS ANGELS                                                     | 山川吉樹                |                                               |
| 2009年 | 8月1日   | サマーウォーズ                                                   | 細田守                  |                                               |
| 2009年 | 11月21日 | マイマイ新子と千年の魔法                                         | 片渕須直                |                                               |
| 2009年 | 12月23日 | よなよなペンギン                                                 | りんたろう              |                                               |
| 2010年 | 4月24日  | TRIGUN Badlands Rumble                                           | 西村聡                  |                                               |
| 2010年 | 10月9日  | REDLINE                                                          | 小池健                  |                                               |
| 2011年 | 10月1日  | とある飛空士への追憶                                             | 宍戸淳                  |                                               |
| 2012年 | 1月7日   | チベット犬物語 〜金色のドージェ〜                                | 小島正幸                |                                               |
| 2013年 | 1月12日  | 劇場版 HUNTER×HUNTER 緋色の幻影                                  | 佐藤雄三                |                                               |
| 2013年 | 3月2日   | デス・ビリヤード                                                 | 立川譲                  |                                               |
| 2013年 | 12月27日 | 劇場版 HUNTER×HUNTER -The LAST MISSION-                          | 川口敬一郎              |                                               |
| 2017年 | 7月15日  | ノーゲーム・ノーライフ ゼロ                                      | いしづかあつこ          |                                               |
| 2017年 | 8月25日  | きみの声をとどけたい                                             | 伊藤尚往                |                                               |
| 2018年 | 9月21日  | 若おかみは小学生!                                                | 高坂希太郎              | 共同制作:DLE                                  |
| 2022年 | 2月18日  | グッバイ、ドン・グリーズ!                                        | いしづかあつこ          |                                               |
| 2023年 | 1月27日  | 金の国 水の国                                                    | 渡邉こと乃              |                                               |
| 2024年 | 9月20日  | 劇場版 オーバーロード 聖王国編                                   | 伊藤尚往                |                                               |
| 2027年 | 未公表   | ghost（仮）                                                      | 夏目真悟                |                                               |

### OVA
| 発売年 | タイトル                                                             | 備考    |
| ------ | -------------------------------------------------------------------- | ------- |
| 1986年 | 傷追い人                                                             |         |
| 1987年 | 火の鳥 ヤマト編                                                      |         |
| 1987年 | X電車で行こう                                                        |         |
| 1987年 | 火の鳥 宇宙編                                                        |         |
| 1987年 | Manie-Manie 迷宮物語                                                 |         |
| 1987年 | JUNK BOY                                                             |         |
| 1988年 | 宮沢賢治作品集 風の又三郎                                            |         |
| 1988年 | 悪魔の花嫁〜蘭の組曲                                                 |         |
| 1988年 | 宮沢賢治作品集 どんぐりと山猫                                        |         |
| 1988年 | 魔界都市〈新宿〉                                                     |         |
| 1988年 | 風を抜け!                                                            |         |
| 1988年 | 妖精王                                                               |         |
| 1989年 | MIDNIGHT EYE ゴクウ                                                  |         |
| 1989年 | うる星やつら ヤギさんとチーズ                                        |         |
| 1989年 | うる星やつら ハートをつかめ                                          |         |
| 1989年 | MIDNIGHT EYE ゴクウ II                                               |         |
| 1990年 | 江口寿史のなんとかなるでショ!                                        |         |
| 1990年 | CYBER CITY OEDO 808                                                  | -1991年 |
| 1990年 | ロードス島戦記                                                       | -1991年 |
| 1990年 | NINETEEN 19                                                          |         |
| 1991年 | うる星やつら 乙女ばしかの恐怖                                        |         |
| 1991年 | うる星やつら 霊魂とデート                                            |         |
| 1991年 | 帝都物語                                                             | -1992年 |
| 1992年 | OZ VOL.1 - VOL.2                                                     |         |
| 1992年 | 絶愛-1989-                                                           |         |
| 1992年 | 東京BABYLON                                                          |         |
| 1992年 | ダウンロード 南無阿弥陀仏は愛の詩                                    |         |
| 1992年 | 魔物ハンター妖子シリーズ                                             | -1995年 |
| 1993年 | お洒落小僧は花マルッ                                                 |         |
| 1993年 | SINGLES                                                              |         |
| 1993年 | HYPER FUTURE VISION 銃夢                                             |         |
| 1993年 | POPS                                                                 |         |
| 1993年 | お江戸はねむれない!                                                  |         |
| 1993年 | キッスは瞳にして                                                     |         |
| 1993年 | 人魚の傷                                                             |         |
| 1993年 | A-Girl                                                               |         |
| 1994年 | THE COCKPIT シリーズ                                                 |         |
| 1994年 | なつきクライシス                                                     |         |
| 1994年 | 東京BABYLON2                                                         |         |
| 1994年 | FINAL FANTASY                                                        |         |
| 1994年 | 真・孔雀王                                                           |         |
| 1994年 | BRONZE KOJI NANJO cathexis                                           |         |
| 1994年 | CLAMP IN WONDERLAND                                                  |         |
| 1994年 | 幽幻怪社                                                             | -1995年 |
| 1995年 | D・N・A2〜何処かでなくしたあいつのアイツ〜                           |         |
| 1995年 | 不思議の国の美幸ちゃん                                               |         |
| 1995年 | バイオ・ハンター                                                     |         |
| 1996年 | 鉄腕バーディー                                                       | -1997年 |
| 1997年 | サイコダイバー 魔性菩薩                                              |         |
| 1997年 | VAMPIRE HUNTER The Animated Series                                   | -1998年 |
| 1998年 | 支配者の黄昏 TWILIGHT OF THE DARK MASTER                             |         |
| 1999年 | 火聖旅団 ダナサイト999.9                                             |         |
| 1999年 | アレクサンダー戦記                                                   |         |
| 1999年 | MASTER KEATON                                                        |         |
| 2001年 | TRAVA FIST PLANET episode1                                           |         |
| 2002年 | ギャラクシーエンジェル ミュージックコレクションシリーズ              | -2003年 |
| 2002年 | SPACE PIRATE CAPTAIN HERLOCK                                         | -2003年 |
| 2002年 | デ・ジ・キャラット くちからバズーカ                                  |         |
| 2003年 | Di Gi Charat劇場 ぴよこにおまかせぴょ!                               |         |
| 2003年 | ANIMATRIX「プログラム」                                              |         |
| 2003年 | ANIMATRIX「ワールド・レコード」                                      |         |
| 2003年 | 羊のうた                                                             | -2004年 |
| 2003年 | はじめの一歩 間柴vs木村 死刑執行                                     |         |
| 2003年 | アクエリアンエイジ Saga II 〜Don't forget me…〜                      |         |
| 2004年 | 炎の蜃気楼 -みなぎわの反逆者-                                        |         |
| 2005年 | おとぎ銃士 赤ずきん                                                  |         |
| 2005年 | 天上天下 ULTIMATE FIGHT                                              |         |
| 2005年 | いちご100%                                                           |         |
| 2005年 | LAST ORDER FINAL FANTASY VII                                         |         |
| 2005年 | セイント・ビースト 〜幾千の昼と夜編〜                                | -2006年 |
| 2007年 | 茄子 スーツケースの渡り鳥                                            |         |
| 2007年 | CLAMP IN WONDERLAND 2 1995-2006                                      |         |
| 2008年 | HELLSING                                                             | -2009年 |
| 2008年 | バットマン ゴッサムナイト                                            |         |
| 2010年 | BLACK LAGOON Roberta's Blood Trail                                   |         |
| 2011年 | SUPERNATURAL: THE ANIMATION                                          |         |
| 2012年 | アラタなるセカイ                                                     |         |
| 2013年 | アイアンマン： ライズ・オブ・テクノヴォア                            |         |
| 2014年 | アベンジャーズ コンフィデンシャル: ブラック・ウィドウ & パニッシャー |         |
| 2020年 | ACCA13区監察課 Regards                                               |         |

### ゲーム
| 年     | タイトル                                                                            | 備考                           |
| ------ | ----------------------------------------------------------------------------------- | ------------------------------ |
| 1996年 | ワイルドアームズ                                                                    | アニメーション制作             |
| 2002年 | ラグナロクオンライン プロモーション映像                                             | アニメーション制作             |
| 2003年 | ワイルドアームズ アルターコード:F                                                   | アニメーション制作             |
| 2010年 | Solatorobo それからCODAへ                                                           | アニメーション制作             |
| 2012年 | ペルソナ2 罰                                                                        | オープニングアニメーション制作 |
| 2012年 | ペルソナ4 ザ・ゴールデン                                                            | オープニングアニメーション制作 |
| 2012年 | ペルソナ4 ジ・アルティメット イン マヨナカアリーナ                                  | アニメーション制作             |
| 2013年 | 新・世界樹の迷宮 ミレニアムの少女                                                   | アニメーション制作             |
| 2014年 | 新・世界樹の迷宮2 ファフニールの騎士                                                | オープニングアニメーション制作 |
| 2016年 | クリスタル オブ リユニオン                                                          | オープニングアニメーション制作 |
| 2020年 | アズールレーン×DEAD OR ALIVE Xtreme Venus Vacation コラボイベント・イメージアニメPV | PVアニメーション制作           |
| 2020年 | アズールレーン 3周年記念PV                                                          | PVアニメーション制作           |
| 2022年 | 聖剣伝説 ECHOES of MANA                                                             | PVアニメーション制作           |
| 2024年 | アズールレーン 7周年記念アニメPV                                                    | PVアニメーション制作           |

### 制作協力
| 放送年 | タイトル                                                   | 制作元請                                                                                    | 備考                          |
| ------ | ---------------------------------------------------------- | ------------------------------------------------------------------------------------------- | ----------------------------- |
| 1973年 | エースをねらえ!                                            | 東京ムービー                                                                                | -1974年                       |
| 1975年 | ガンバの冒険                                               | 東京ムービー                                                                                |                               |
| 1976年 | 大空魔竜ガイキング                                         | 東映動画                                                                                    | -1977年、制作協力             |
| 1976年 | まんが世界昔ばなし                                         | ダックスインターナショナル                                                                  | 全127話中の第1 - 52話担当     |
| 1977年 | 家なき子                                                   | 東京ムービー新社                                                                            | -1978年                       |
| 1977年 | ジェッターマルス                                           | 東映動画                                                                                    | 制作協力                      |
| 1978年 | 宝島                                                       | 東京ムービー新社                                                                            | -1979年                       |
| 1988年 | 銀河英雄伝説                                               | キティ・フィルム                                                                            | -1989年、制作協力             |
| 1990年 | 敵は海賊〜猫たちの饗宴〜                                   | キティ・フィルム 三鷹スタジオ                                                               | 制作協力                      |
| 1991年 | アニメ交響詩 ジャングル大帝                                | 手塚プロダクション                                                                          | 制作協力                      |
| 1991年 | ダーク・ウォーター                                         | ハンナ・バーベラ・プロダクション（アメリカ）                                                | -1993年、各話制作協力         |
| 1992年 | T-レックス                                                 | キティ・フィルム、KKC&D ASIA C&D（フランス） ガンサー・ウォール・プロダクション（アメリカ） | -1993年、各話制作協力         |
| 1994年 | ワイルド7                                                  | アニメイトフィルム スタジオ旗艦                                                             | -1995年、制作協力             |
| 1995年 | ストリートファイター USA（シーズン1）                      | グラーツ・エンターテインメント（アメリカ）                                                  | -1996年、各話制作協力         |
| 1996年 | Wing Commander Academy                                     | ユニバーサル・カートゥーン・スタジオ（アメリカ）                                            | 各話制作協力                  |
| 1997年 | スポーン                                                   | HBOアニメーション（アメリカ）                                                               | -1999年、OP制作・各話制作協力 |
| 2000年 | X-MEN エボリューション                                     | フィルム・ローマン（アメリカ）                                                              | -2003年、各話制作協力         |
| 2001年 | Constant Payne                                             | ニコロデオン・アニメーションスタジオ（アメリカ）                                            | パイロットフィルム、制作協力  |
| 2002年 | Low Brow                                                   | カートゥーン ネットワーク・スタジオ（アメリカ）                                             | パイロットフィルム、制作協力  |
| 2003年 | ストラトス・フォー                                         | スタジオ・ファンタジア                                                                      | 各話制作協力                  |
| 2003年 | 수호요정 미셸                                              | DR MOVIE（韓国）                                                                            | 制作協力                      |
| 2004年 | ローゼンメイデン                                           | ノーマッド                                                                                  | 各話制作協力                  |
| 2006年 | ヘルボーイ アニメイテッド                                  | フィルム・ローマン（アメリカ） レボリューション・スタジオ（アメリカ）                       | -2007年、制作協力             |
| 2007年 | ブーンドックス（シーズン2）                                | アデレード・プロダクション（アメリカ）                                                      | -2008年、ノンクレジット協力   |
| 2011年 | 魔法少女まどか☆マギカ                                      | シャフト                                                                                    | 各話協力プロダクション        |
| 2011年 | Aチャンネル                                                | Studio五組                                                                                  | 各話制作協力                  |
| 2011年 | ワクフ「Ogrest, la légende」                               | Ankamaアニメーション（フランス） Ankama Japan                                               | 制作協力                      |
| 2012年 | 輪廻のラグランジェ season2                                 | XEBEC                                                                                       | 各話制作協力                  |
| 2012年 | おおかみこどもの雨と雪                                     | スタジオ地図                                                                                | 製作・プロダクション協力      |
| 2021年 | シン・エヴァンゲリオン劇場版𝄇                              | カラー                                                                                      | 制作協力                      |
| 2021年 | スライム倒して300年、知らないうちにレベルMAXになってました | REVOROOT                                                                                    | 各話制作協力                  |
| 2022年 | SPY×FAMILY                                                 | WIT STUDIO CloverWorks                                                                      | 各話制作協力                  |

### その他
| 年     | タイトル                                                      | 備考 |
| ------ | ------------------------------------------------------------- | --- |
| 1987年 | 池田聡/Je Reviens                                             | ビデオクリップ集内のアニメパート                                                                                                  |
| 1988年 | 〜宇宙とコミュニケート〜Let's Talk!                           | 瀬戸大橋博'88・NTTパビリオン「宇宙帆船NTT号」内、スペース・アドベンチャーシアターでの上映アニメ                                   |
| 2001年 | 龍神沼                                                        | 石ノ森萬画館（宮城県石巻市）の館内上映用アニメ                                                                                    |
| 2001年 | 消えた赤ずきんちゃん                                          | 石ノ森萬画館の館内上映用アニメ |
| 2002年 | 小川のメダカ                                                  | 石ノ森章太郎ふるさと記念館（宮城県登米市）の館内上映用アニメ、監督：村野守美                                                      |
| 2010年 | Young Alive! iPS細胞がひらく未来                              | 日本科学未来館の館内上映用3Dアニメ映画                                                                                            |
| 2011年 | 明治 果汁グミ Tweet Love Story 「メグミとタイヨウ」           | CMアニメーション制作 |
| 2011年 | 学校法人モード学園 HAL TVCM「強く望め」篇                     | CMアニメーション制作 |
| 2011年 | のらのらの〜ら                                                | テレビ番組『声優バラエティー SAY!YOU!SAY!ME!』のコーナー「SKE48 オリジナルアニメを作って声優にも挑戦しちゃおう!」で制作された作品 |
| 2011年 | Perfect Day                                                   | supercell2ndアルバムに付属するDVDのビデオクリップ                                                                                 |
| 2013年 | JUJU「Take Five」                                             | アニメーションパート制作 |
| 2017年 | 江崎グリコ ポッキーチョコレートCM シェアハピ 第2章 おでかけ篇 | アニメーションパート制作 |
| 2020年 | 絶望粉砕少女∞アミダ                                           | オリジナルショートフィルム、モンスターストライクとの共同プロジェクト                                                              |

## 関連人物

### 役員
2025年2月現在。
代表取締役社長
- 田代早苗

常務取締役
- 豊田智紀

取締役
- 桑原勇蔵
- 後藤俊哉

監査役
- 友成秀俊

### アニメーター・演出家
- りんたろう
- 平田敏夫
- 杉井ギサブロー
- 川尻善昭
- 兼森義則
- 浅香守生
- 波多正美
- 佐藤雄三
- 梅原隆弘
- 荒木哲郎
- 濱田邦彦
- 高岡淳一
- いしづかあつこ
- 渡邊こと乃
- 出崎統

- 杉野昭夫
- 中村隆太郎
- 今敏
- 阿部恒
- 福島敦子
- 森本晃司
- 細田守
- 松尾衡
- 高坂希太郎
- 小池健
- ふくだのりゆき（福田紀之）
- 高橋久美子
- 酒井明雄（さかいあきお、現：イマジン代表）
- 岡村豊
- 小島正幸

- 片渕須直
- 佐藤竜雄
- 坂田純一
- 浜崎博嗣
- 神志那弘志
- 迫井政行
- 水島精二
- 板垣伸
- 磯光雄
- 吉松孝博（サムシング吉松）
- 藤田まり子
- 山田勝久
- 山本沙代
- 金英姫
- 中原清隆

- 石井久美
- 大島美和
- 黒田和也
- 本田雄
- 井上俊之
- 加々美高浩
- 馬越嘉彦
- 笠井信児
- 竹井正樹（たけいまさき）
- 西田正義
- 長濱博史
- Cindy H.Yamauchi（山内英子）
- 伊藤智彦
- 田崎聡
- 今村大樹

- 澤田英彦
- 長澤礼子
- 富沢和雄（大泉学、早川ナオミ）
- 湯浅政明
- 中村亮介
- 立川譲
- 宮繁之
- 夏目真悟
- 久貝典史
- 斎藤圭一郎
- 小田剛生
- 長坂慶太
- 原科大樹
- 李鑑修
- 佐藤利幸

- 水谷正之
- 田中洋之
- 阿比留隆彦
- 寺澤和晃

### 制作
- おおだ（網田）靖夫（元代表取締役社長）
- 丸山正雄（創業者、元代表取締役社長）
- 吉本聡
- 諸澤昌男
- 小野達矢（現：ノーマッド代表取締役）
- 白井勝也
- 浅利義美
- 齋藤優一郎（現：スタジオ地図代表取締役）
- 平山理志（現：サンライズ→東映アニメーション所属[21]）
- 松尾亮一郎（現：CLAP代表取締役）
- 村田好通

- 藤尾勉
- 中本健二
- 岩城忠雄
- 橋本健太郎
- 三田圭志（現：スタジオヴォルン代表取締役）
- 服部優太
- 角木卓哉（現：ナット所属[22]）
- 福士裕一郎（ゴンゾ出身[23]）
- 林雅紀
- 岡恒成
- 中目貴史

### 脚本家
- 高屋敷英夫
- 浦畑達彦
- 筆安一幸（ふでやすかずゆき）
- 井上敏樹

### 外部の関連人物
- 伊藤勇喜子 - 虫プロダクション所属の映像編集技師。セル画フィルム時代のマッドハウス作品にフィルム編集スタッフとして関わることが多かった。

## 同社スタッフ・OBが独立・起業した会社

### 現在
- スタジオキャブ - 演出家・監督を務めた大賀俊二がスタジオあんなぷるを経て1990年に設立。
- イマジン - キャラクターデザイン・作画監督・演出を務めた酒井明雄が東京ムービー新社を経て1992年に設立。
- スタジオよんどしい - アニメーターを務めた森本晃司がスタジオあんなぷるを経てスタジオジブリの田中栄子と共に1999年に設立。
- ノーマッド - プロデューサーを務めた小野達矢が2003年に設立。
- スタジオ地図 - プロデューサーを務めた齋藤優一郎がアニメ監督・アニメーターの細田守と共に2011年に設立[24]。
- MAPPA - 取締役社長・プロデューサーを務めた丸山正雄が2011年に設立。
- ライデンフィルム - 制作を務めた岩城忠雄がシャフトを経てサンジゲンの松浦裕暁、バーナムスタジオの里見哲朗と共に2012年に設立。
- チップチューン（旧：エイトビットロケット） - 撮影を務めた奈良井昌幸がエイトビットを経て2012年に設立[25]。
- スタジオヴォルン - プロデューサーを務めた三田圭志が2014年に設立[26]。
- CLAP - プロデューサーを務めた松尾亮一郎がフリーランスを経て2016年に設立[27]。
- ナット - 奈良井及びプロデューサーを務めた角木卓哉がチップチューンの関連会社として2017年に設立。
- studioぱれっと - 制作を務めた齋藤友紀が日本アニメーション、フウシオスタジオを経て2018年に設立。
- スタジオカフカ - 出身の阿比留隆彦、寺澤和晃がスタジオヴォルン、ウィットスタジオを経て2020年に設立。
- 笠井企画（zuvo） - 演出・プロデューサーを務めた笠井信児が設立。

### 過去
- スタジオあんなぷる - アニメ監督・演出家を務めた出崎統とアニメ監督・アニメーターを務めた杉野昭夫が設立。
- グルーパープロダクション - 演出家を務めた波多正美がサンリオ映画部を経て波多野恒正と共に1986年に設立。1996年頃に解散。
- トライアングルスタッフ - プロデューサーを務めた浅利義美が1987年に設立。2000年末に業務を停止。
- スタジオマトリックス - プロデューサーを務めた白井勝也が『Bビーダマン爆外伝V』制作班を母体に1999年頃設立。設立当初はマッドハウス社内プロダクションとして活動。2007年に業務を停止。
- フウシオスタジオ - 制作を務めた齋藤友紀が日本アニメーションを経てアニメーション作家のホッチカズヒロと共に2012年に設立。2017年にstudioぱれっとが事業を引き継ぎ活動を停止、2020年に事業清算し廃業。